# KF Trepça’89 Mitrowica
KF Trepça'89 Mitrowica (alb.: Klubi Futbollistik Trepça'89 Mitrovicë, serb. cyr.: Фудбалски клуб Трепча'89 Косовска Митровица) – kosowski klub piłkarski, mający siedzibę w mieście Mitrowica.

## Historia
Klub piłkarski KF Minatori'89 został założony miejscowości Mitrowica w roku 1989 przez grupę albańskich piłkarzy serbskiego klubu FK Trepča. W latach 1945–1989 w mieście istniał inny albański klub Rudari. Po utworzeniu Pierwszej ligi Kosowa debiutował w niej w sezonie 1990/91. W 2000 zmienił nazwę na KF Trepça'89. W sezonie 2001/02 zdobył wicemistrzostwo kraju.

### Chronologia nazw
- 1989: KF Minatori'89 Mitrovicë
- 2000: KF Trepça'89 Mitrovicë

## Sukcesy

### Trofea krajowe
| \| \| Zdobyte trofea w rozgrywkach Kosowa (stan na: 04-08-2017) \| |                                                           |      |                                    |
| Rozgrywki                                                          | Osiągnięcie                                               | Razy | Sezon(y)                           |
| Mistrzostwo                                                        | I miejsce                                                 | 1    | 2016/17                            |
| Mistrzostwo                                                        | II miejsce                                                | 4    | 2001/02, 2004/05, 2011/12, 2012/13 |
| Mistrzostwo                                                        | III miejsce                                               | 3    | 2006/2007, 2013/14, 2015/16        |
| Puchar                                                             | zdobywca                                                  | 1    | 2011/12                            |
| Puchar                                                             | finalista                                                 | 2    | 2007/08, 2014/15                   |
| II liga                                                            | I miejsce                                                 | 0    |                                    |
| II liga                                                            | II miejsce                                                | 0    |                                    |
| II liga                                                            | III miejsce                                               | 0    |                                    |
| Kosowo                                                             | Zdobyte trofea w rozgrywkach Kosowa (stan na: 04-08-2017) |      |                                    |

## Europejskie puchary
Legenda do wszystkich tabel:
- Q – runda eliminacyjna, 1/16, 1/8, 1/4, 1/2 – odpowiednia faza rozgrywek, Grupa – runda grupowa, 1r gr – pierwsza runda grupowa, 2r gr – druga runda grupowa, F – finał, R – runda, PO – play-off
- k. – rzuty karne, los. – losowanie, Dogr. – dogrywka, w. – zasada bramek strzelonych na wyjeździe

| Sezon   | Rozgrywki     | Runda | Klub          | Dom | Wyjazd | Ogólnie |
| ------- | ------------- | ----- | ------------- | --- | ------ | ------- |
| 2017/18 | Liga Mistrzów | 1Q    | Víkingur Gøta | 1–4 | 1–2    | 2–6     |

## Stadion
Klub rozgrywa swoje mecze domowe na stadionie Rizy Lushty w Mitrowicy, który może pomieścić 15000 widzów.

## Piłkarze

### Obecny skład
Stan na 16 stycznia 2020
| Nr | Poz. | Piłkarz          |
| -- | ---- | ---------------- |
| 1  | BR   | Arben Beqiri     |
| 4  | OB   | Asare Richard    |
| 5  | OB   | Walter Ventura   |
| 6  | OB   | Albert Kaqiku    |
| 8  | PO   | Berat Ahmeti     |
| 9  | NA   | Ardian Muja      |
| 10 | OB   | Ylber Maloku     |
| 11 | PO   | Gzim Rusi        |
| 12 | BR   | Ardit Hyseni     |
| 14 | NA   | Arb Manaj        |
| 15 | PO   | Muharrem Jashari |
| 16 | PO   | Lassine Traoré   |
| 17 | NA   | Djibril Diawara  |
| 21 | OB   | Arbër Pira       |

| Nr | Poz. | Piłkarz         |
| -- | ---- | --------------- |
| 22 | OB   | Ergis Mersini   |
| 25 | PO   | Engjëll Hoti    |
| 30 | PO   | Taulant Avdyli  |
| 99 | OB   | Robert Rrahmani |
|    | BR   | Auron Loxha     |
|    | BR   | Enes Citaku     |
|    | BR   | Januz Miftari   |
|    | OB   | Edon Pasoma     |
|    | OB   | Albion Pllana   |
|    | OB   | Milot Kamberi   |
|    | OB   | Rron Statovci   |
|    | PO   | Joe Jeanjacques |
|    | NA   | Leart Emini     |
|    | NA   | Ardian Berisha  |